# Samuel Piètre
Samuel Piètre (* 14. Februar 1984 in Villeneuve-Saint-Georges) ist ein ehemaliger französischer Fußballspieler  aus Réunion.

## Karriere

### Verein
Im Mai 1999 gewann er mit 14 Jahren den Nationalpokal mit der Paris-IDF-Liga und besiegte dabei Florent Sinama-Pongolle und Anthony Le Tallecs Normandie-Team.
Sein größter Erfolg ist der U17-Weltmeistertitel, den er in Trinidad und Tobago zusammen mit Florent Sinama-Pongolle und Anthony Le Tallec gewann. Piètres Profikarriere begann in der Saison 2001/2002 beim FC Istres. Seit Sommer 2002 lief der Mittelfeldspieler für Paris Saint-Germain auf. 
Sein Vertrag lief mit der Saison 2006/2007 aus und er absolvierte zwei erfolglose Probespiele bei Boulogne-sur-Mer und Reims, bevor er zum griechischen Verein Levadiokos wechselte.
Im Juni 2008 verließ er den griechischen Verein Levadiokos. Er stand vereinslos da, trainierte aber weiterhin mit der Reservemannschaft von PSG in der Hoffnung, einen Platz bei einem Verein der Ligue 2 zu finden.
Am 18. September 2009 unterzeichnete er nach einem erfolgreichen Probetraining einen Einjahresvertrag bei US Créteil, einem Verein in der Nationalliga.
2011 wechselte er zum AS Poissy, wo er zu einem der Schlüsselspieler wurde. Er beendete seine Karriere 2019.